# توماس جي. كيلي
توماس جي. كيلي (بالإنجليزية: Thomas G. Kelley)‏ هو ضابط أمريكي، ولد في 13 مايو 1939 في بوسطن في الولايات المتحدة.